# Kháng Chiến
Kháng Chiến là một xã thuộc tỉnh Lạng Sơn, Việt Nam.
Xã Kháng Chiến có diện tích 31,81 km², dân số năm 1999 là 2.693 người, mật độ dân số đạt 85 người/km².
Theo thống kê năm 2019, xã Kháng Chiến có diện tích 31,81 km², dân số là 2.582 người, mật độ dân số đạt 81 người/km².